# Chevaliers de Colomb
L'ordre des Chevaliers de Colomb est un mouvement catholique de bienfaisance et sans but lucratif qui regroupe 2 millions de membres à travers le monde. Ils ont été fondés en 1882 aux États-Unis par l'abbé Michael J. McGivney, un fils d'immigrants irlandais et qui a été béatifié le 31 octobre 2020 (béatification annoncée par le Vatican le 27 mai 2020). Ils ont pris leur nom en souvenir de Christophe Colomb. Les Chevaliers de Colomb forment un ordre fraternel de laïcs catholiques engagés dans la célébration de la foi, de la famille et de la fraternité, leur premier principe étant la charité.

## Principes
Le mouvement n'est pas rattaché à la structure juridique de l'Église. Ce n'est pas un mouvement religieux ou d'action catholique, mais essentiellement un ordre fraternel de chevalerie laïcs et catholiques appelés « chevaliers de Colomb ». L'ordre est dirigé et géré par des laïcs, non des représentants de l'Église. Des prêtres catholiques accompagnent spirituellement chaque "Conseil" en tant que membres et chapelains. L'aumônier suprême est, depuis avril 2005, Mgr William E. Lori, archevêque de Baltimore (États-Unis).
Les Chevaliers de Colomb, dès leur fondation aux États-Unis, se sont donné comme vocation de répondre aux besoins fondamentaux de l’homme par le soutien matériel, l'entraide fraternelle et l’engagement spirituel. Ainsi, ils sont organisés autour de trois principales activités :
- l'animation de fraternités d'hommes mobilisés autour de leur paroisse ;
- la gestion d'une compagnie d'assurance-vie pour les chevaliers américains (Canada et États-Unis) ;
- le développement de projets caritatifs et missionnaires.

L'abbé Michael J. McGivney a eu l'intuition, presque un siècle avant le Concile Vatican II et son décret sur l'apostolat des laïcs, de fonder un mouvement international catholique de serviteurs par la charité.

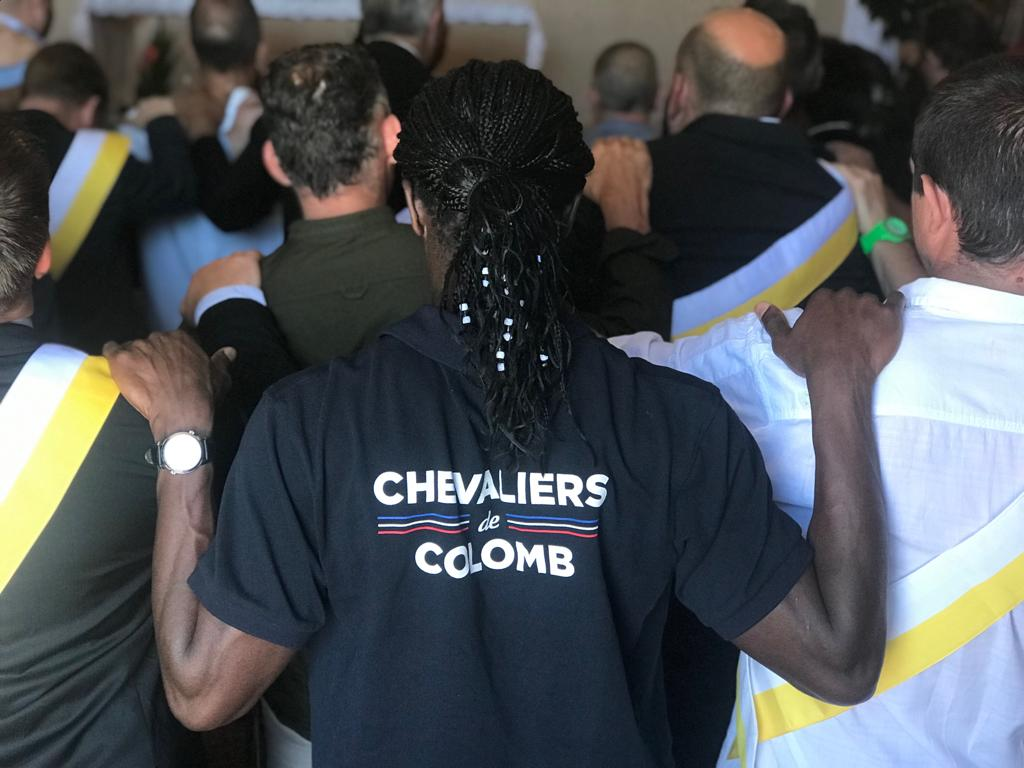
Chevaliers de Colomb - France

Pour son soutien à l'Église et aux communautés locales, ainsi que pour ses efforts philanthropiques, l'ordre est souvent considéré comme le « bras droit et fort de l'Église ».
En 2005, ce regroupement a totalisé des dons de 135,7 millions $US, en plus de 63,1 millions d'heures en services bénévoles et a recruté 407 746 donneurs de sang. Au cours de l'année fraternelle 2006, l'ordre a directement donné 143,8 millions $US à des œuvres charitables (donnant un total 1,1 milliard $US pour la décennie) et effectué 68 millions d'heures de service volontaire.
L'on considère en 2012, que sur une période de 10 ans, les Chevaliers de Colomb ont fait don de 1,5 milliard de dollars au Saint-Siège.
En mai 2015, le programme d'assurance de l'ordre détient plus de 99 milliards $US en police d'assurances collectives pour ses membres et a reçu les meilleures évaluations données par A. M. Best, Standard & Poor's, et l'Association de normalisation du marché de l'assurance. C'est avec un total de 19 années consécutives que le programme se classe avec une côte de « AAA », la note maximale. Par contre, en août 2011 par la firme américaine Standard & Poor's révise à la baisse au niveau immédiatement inférieur (« AA+ ») pour sa perspective à long terme.
En 2017 le Pape François salue « les efforts inlassables des Chevaliers de Colomb pour défendre et promouvoir la sainteté du mariage et la dignité et la beauté de la vie familiale » et les invite à « combattre l’avènement d’une culture d’indifférence en accomplissant leurs responsabilités quotidiennes dans l’esprit de l’Évangile ».
À l’occasion de leur pèlerinage à Rome en février 2020, pour marquer le centenaire de leur activité caritative dans la Ville éternelle, le pape François reçoit en audience privée le Conseil d'administration des Chevaliers de Colomb et les félicite pour leur œuvre de charité universelle.

## Histoire

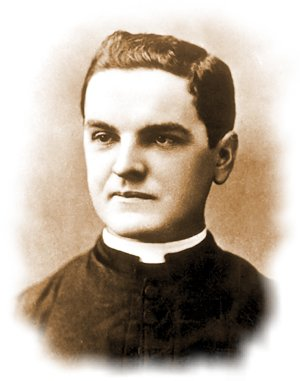
L'abbé Michael J. McGivney, fondateur des Chevaliers de Colomb.

### Fondateur
L'abbé Michael J. McGivney, né à Waterbury (Connecticut), le 12 août 1852, aîné d'une famille de treize enfants dont six sont décédés en bas âge, il se prépare au sacerdoce en 1868 au séminaire de Saint-Hyacinthe (Québec) pour ensuite retourner aux États-Unis et terminer ses études. À l'époque, l'Église catholique est mal perçue par la majorité américaine protestante. L'abbé commence son ministère comme vicaire à Noël 1877 et célèbre sa première messe dans l'église de St. Mary (New Haven). C'est dans cette paroisse que l'abbé fondera le premier conseil des Chevaliers de Colomb en 1882.
L'abbé Michael J. McGivney meurt le 14 août 1890 des suites d'une pneumonie.
Le 27 mai 2020 à Rome au Vatican, la Congrégation pour la cause des saints annonce la reconnaissance d'un miracle obtenu par son intercession, ce qui ouvre la voie à sa béatification.

### Nom
Le nom Colomb fut retenu pour rappeler aux Américains que le découvreur de l'Amérique, Christophe Colomb, était un catholique.

## Implantation

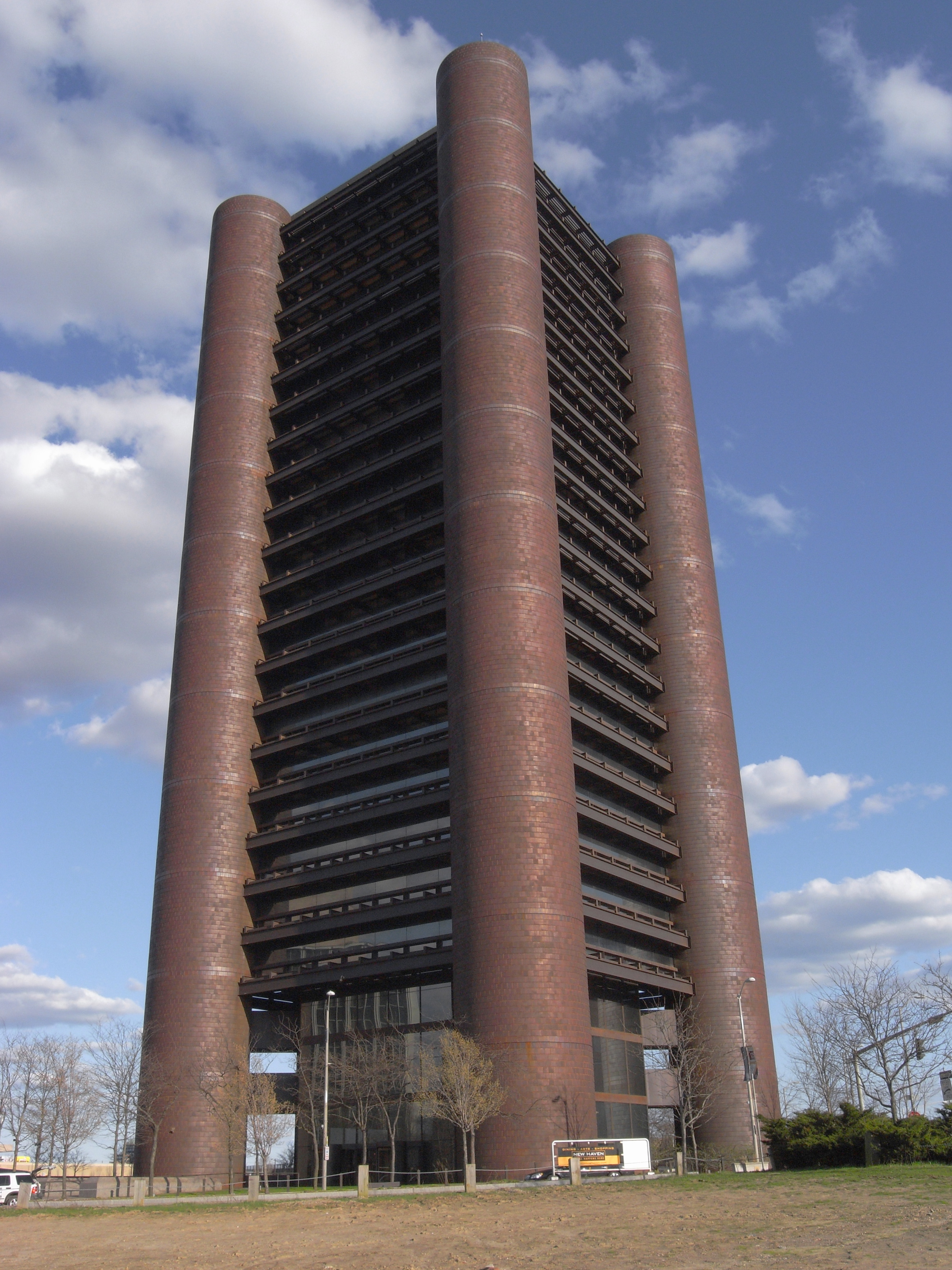
Siège des Chevaliers de Colomb, à New Haven.

Les conseils ont été créés aux États-Unis, au Canada, au Mexique, dans les Caraïbes, en Amérique centrale, aux Philippines, à Guam, à Saipan, au Japon, à Cuba et plus récemment en Pologne et en France. En 2006, les Chevaliers de Colomb étaient présents dans 12 pays et comptent près de 13 000 conseils.

### Aux États-Unis
Initiés aux États-Unis, les Chevaliers de Colomb y sont très influents. Le siège international des Chevaliers de Colomb est situé à New Haven, au Connecticut. Le Conseil Suprême, dirigé par le Chevalier suprême administre l'ordre en adéquation avec ses principes.
Au Massachusetts, il y eut une controverse lorsque quinze chevaliers à la législature ont voté en faveur du mariage homosexuel. C'est contraire aux préceptes de l'ordre et à la doctrine de l'Église catholique.

### Au Canada
Au Québec, le premier conseil, n°284, est fondé le 25 novembre 1897 par le Dr James Guérin, grand chevalier.
Au Canada, on retrouve plusieurs chevaliers dans les assemblées législatives provinciales. Ils ont cependant peu d'impact en matière de législation sociale, notamment en matière du droit de l'avortement. Généralement, l'ordre n'agit pas comme un groupe de pression et ne s'affiche pas en tant que tel.

### En France

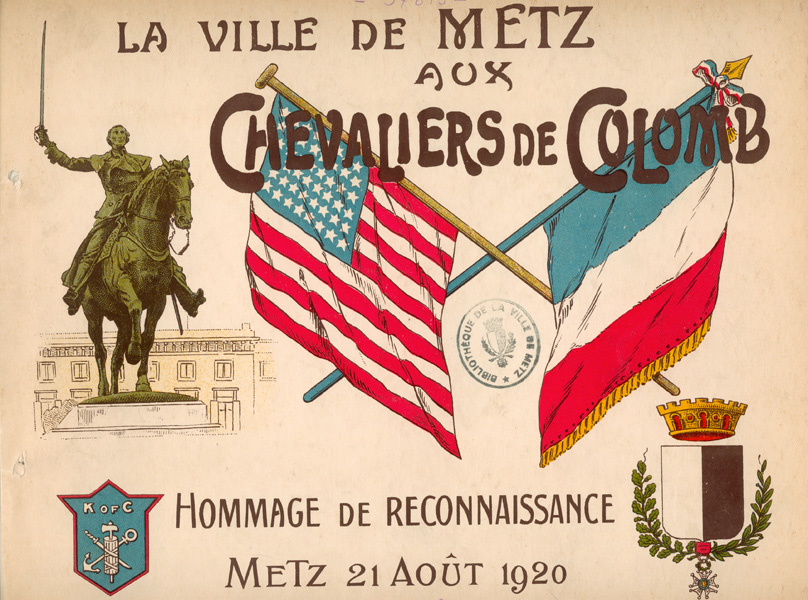
Hommage aux Chevaliers de Colomb

Pendant la Première Guerre mondiale, les Chevaliers de Colomb se sont investis massivement dans le corps expéditionnaire américain engagé en France. Le Maréchal Foch est devenu membre des chevaliers de Colomb en 1921. Son bâton de Maréchal (aujourd’hui au Musée de l’Armée) lui fut offert par James Flaherty alors chevalier suprême de l'ordre.

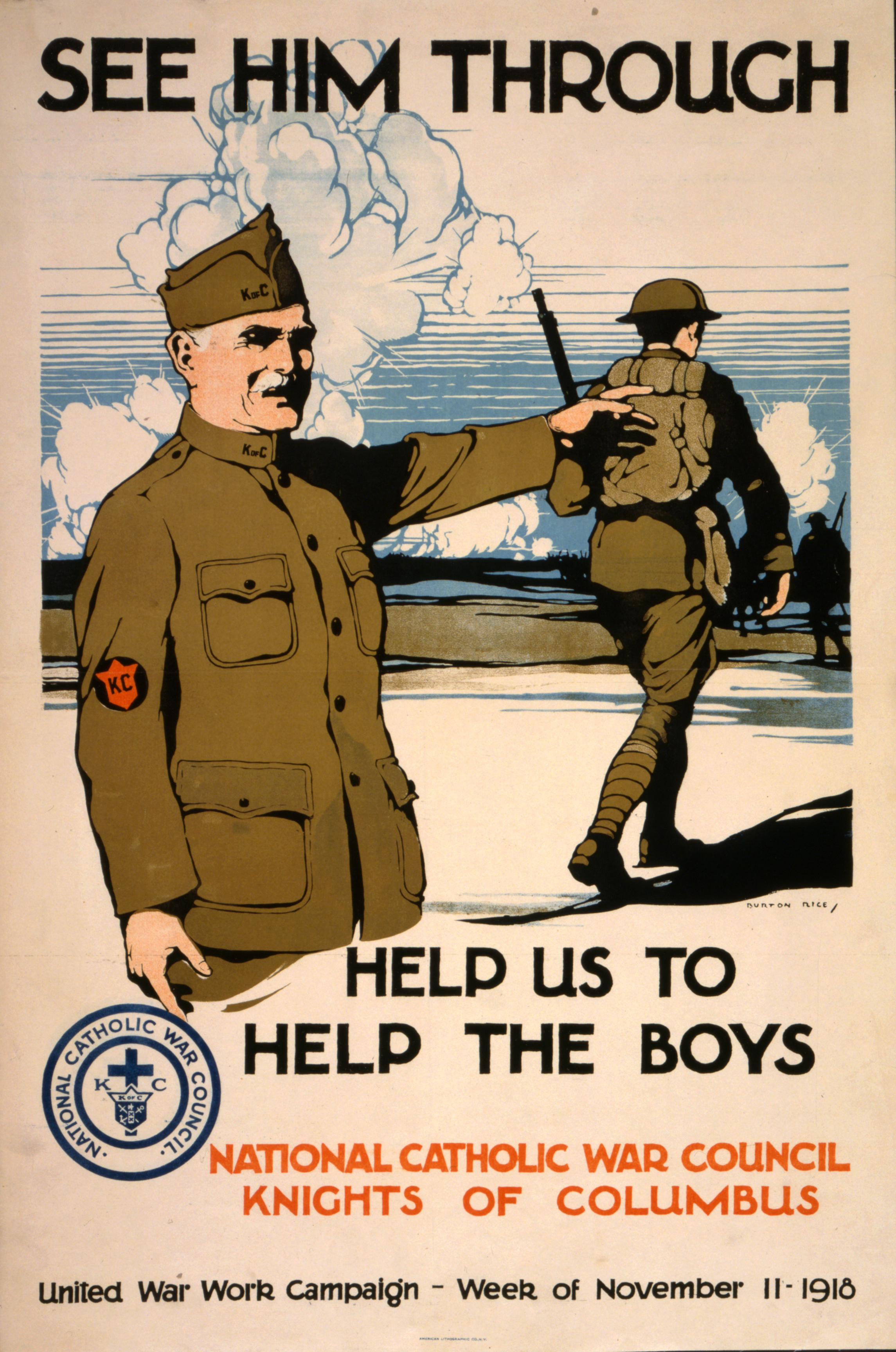
Affiche américaine de mobilisation, début 1918 (conception : Burton Rice).

En août 2016, la création de conseils des Chevaliers de Colomb en France est officiellement annoncée, lors de la convention annuelle de Toronto. La France est officiellement reconnue comme un territoire dans la législation des Chevaliers de Colomb, en août 2020. À cette date elle compte 25 conseils paroissiaux répartis dans 14 diocèses et environ 600 Chevaliers.

## Critiques
En septembre 2019, Nicolas Senèze affirme dans un livre polémique Comment l'Amérique veut changer de Pape que les Chevaliers de Colomb chercheraient depuis 2018 à faire pression sur les différents cardinaux en âge de voter lors du prochain Conclave afin de faire élire un Pape à leur convenance,.
Dans le livre Sodoma, son enquête « au cœur du Vatican », Frédéric Martel affirme également que les Chevaliers de Colomb auraient acheté de nombreux exemplaires de l'ouvrage « Dieu ou rien » du cardinal Sarah. De fait, les ventes du livre étaient indirectement « gonflées » par cette opération. Les Chevaliers de Colomb ont confirmé cette opération, au demeurant parfaitement légale, pour des pays d'Afrique francophone,.